# Travis Bader
Richard Travis Bader (Okemos, 2 luglio 1991) è un ex cestista e allenatore di pallacanestro statunitense.

## Carriera
Dopo non essere stato scelto da nessuna franchigia al Draft NBA 2014 disputa la NBA Summer League di Orlando con i Philadelphia 76ers e quella di Las Vegas con i Golden State Warriors.
Dopodiché si trasferisce in Francia dove disputa tre partite di Eurolega e nove di Eurocup con l'ASVEL.
A metà stagione passa ai Rio Grande Valley Vipers in NBA Development League.
Per la stagione 2015-2016 si trasferisce nuovamente in Europa, in Lituania questa volta, dove veste la divisa del Neptūnas Klaipėda, con il quale gioca 16 partite di Eurocup.
Nel 2016 approda nel campionato italiano, in Serie A2, con la maglia dell'U.S. Basket Recanati, terminando la stagione con 15,7 punti di media a partita.

## Statistiche

### Coppe europee
| Stagione        | Squadra         | Competizione    | Partite | Partite | Partite | Statistiche tiro | Statistiche tiro | Statistiche tiro | Altre statistiche | Altre statistiche | Altre statistiche | Altre statistiche | Altre statistiche |
| Stagione        | Squadra         | Competizione    | Pres.   | Titol.  | Minuti  | Tiri da 2        | Tiri da 3        | Liberi           | Rimb.             | Assist            | Rubate            | Stopp.            | Punti             |
| --------------- | --------------- | --------------- | ------- | ------- | ------- | ---------------- | ---------------- | ---------------- | ----------------- | ----------------- | ----------------- | ----------------- | ----------------- |
| 2014-2015       | ASVEL           | Euroleague      | 3       | 0       | 32      | 0/2              | 4/6              | 2/2              | 2                 | 2                 | 1                 | 0                 | 14                |
| Totale carriera | Totale carriera | Totale carriera | 3       | 0       | 32      | 0/2              | 4/6              | 2/2              | 2                 | 2                 | 1                 | 0                 | 14                |

| Stagione        | Squadra         | Competizione    | Partite | Partite | Partite | Statistiche tiro | Statistiche tiro | Statistiche tiro | Altre statistiche | Altre statistiche | Altre statistiche | Altre statistiche | Altre statistiche |
| Stagione        | Squadra         | Competizione    | Pres.   | Titol.  | Minuti  | Tiri da 2        | Tiri da 3        | Liberi           | Rimb.             | Assist            | Rubate            | Stopp.            | Punti             |
| --------------- | --------------- | --------------- | ------- | ------- | ------- | ---------------- | ---------------- | ---------------- | ----------------- | ----------------- | ----------------- | ----------------- | ----------------- |
| 2014-2015       | ASVEL           | Eurocup         | 9       | 1       | 133     | 4/10             | 11/30            | 0/0              | 13                | 3                 | 4                 | 1                 | 41                |
| 2015-2016       | Neptūnas        | Eurocup         | 16      | 1       | 305     | 7/24             | 35/70            | 27/28            | 23                | 13                | 7                 | 1                 | 146               |
| Totale carriera | Totale carriera | Totale carriera | 25      | 2       | 438     | 11/34            | 46/100           | 27/28            | 36                | 16                | 11                | 2                 | 187               |

### NBA Development League
| Stagione        | Squadra         | Competizione    | Partite | Partite | Partite | Statistiche tiro | Statistiche tiro | Statistiche tiro | Altre statistiche | Altre statistiche | Altre statistiche | Altre statistiche | Altre statistiche |
| Stagione        | Squadra         | Competizione    | Pres.   | Titol.  | Minuti  | Tiri da 2        | Tiri da 3        | Liberi           | Rimb.             | Assist            | Rubate            | Stopp.            | Punti             |
| --------------- | --------------- | --------------- | ------- | ------- | ------- | ---------------- | ---------------- | ---------------- | ----------------- | ----------------- | ----------------- | ----------------- | ----------------- |
| 2014-2015       | R.G.V. Vipers   | NBA D-League    | 22      | 12      | 654     | 22/39            | 71/189           | 24/27            | 33                | 27                | 16                | 1                 | 281               |
| Totale carriera | Totale carriera | Totale carriera | 22      | 12      | 654     | 22/39            | 71/189           | 24/27            | 33                | 27                | 16                | 1                 | 281               |

### Campionato
| Stagione        | Squadra            | Competizione                     | Partite | Partite | Partite | Statistiche tiro | Statistiche tiro | Statistiche tiro | Altre statistiche | Altre statistiche | Altre statistiche | Altre statistiche | Altre statistiche |
| Stagione        | Squadra            | Competizione                     | Pres.   | Titol.  | Minuti  | Tiri da 2        | Tiri da 3        | Liberi           | Rimb.             | Assist            | Rubate            | Stopp.            | Punti             |
| --------------- | ------------------ | -------------------------------- | ------- | ------- | ------- | ---------------- | ---------------- | ---------------- | ----------------- | ----------------- | ----------------- | ----------------- | ----------------- |
| 2014-2015       | ASVEL              | Pro A                            | 13      | 5       | 167     | 4/11             | 6/31             | 3/5              | 6                 | 8                 | 2                 | 0                 | 29                |
| 2015-2016       | Neptūnas           | LKL                              | 53      |         | 963     | 40/90            | 84/212           | 29/35            | 55                | 43                | 27                | 1                 | 361               |
| 2016-2017       | US Basket Recanati | [[Serie A2 2016-2017\|Serie A2]] | 28      | 28      | 915     | 69/161           | 84/213           | 49/61            | 65                | 33                | 21                | 3                 | 439               |
| Totale carriera |                    |                                  |         |         |         |                  |                  |                  |                   |                   |                   |                   |                   |

## Palmarès
- All-Horizon League First Team: 2014
- All-Summit League First Team: 2013

### Record
- Record per tiri da tre punti realizzati nella storia del campionato NCAA (504).
- Record per tiri da tre punti tentati nella storia del campionato NCAA (1.246).